# We Know Where You Fucking Live
We Know Where You Fucking Live è un singolo dei Marilyn Manson, il primo che anticipa l'uscita dell'album Heaven Upside Down, pubblicato l'11 settembre 2017.

## Video
Il videoclip è uscito il 15 settembre 2017 e mostra un gruppo di suore armate che entrano in una abitazione terrorizzando una famiglia.